# Ts (písmeno)
Ts je písmeno v abecedě některých jazyků (baskičtina, votština, tagalog, aj.).
V baskičtině reprezentuje apikální neznělou alveolární afrikátu /t̺s̺/, liší se od tz. V pravopisu hauštiny ts reprezentuje alveorální ejektivní frikativu /sʼ/ nebo afrikátu /tsʼ/, v závislosti na dialektu. Je považováno za zvláštní písmeno a v abecedě umisťuje se mezi písmena t a u. V ortografii tagalogu představuje [tʃ]. V češtině, angličtině a dalších jazycích představuje dvě samostatná písmena t a s, jež se v tomto pořadí vyskytují v cizích slovech, např. tsunami, tse-tse.
Tento digraf se také používá ve transkripcích čínštiny a japonštiny.